# پاولیگ
پاولیگ (انگلیسی: Paulig) شرکت صنایع غذایی فنلاندی است، که در سال ۱۸۷۶ تأسیس شد.